# 산 레오나르도역
산 레오나르도 역(이탈리아어: San Leonardo)은 밀라노 지하철 1호선의 역이다. 1980년 4월 12일에 문을 열었으며 산 레오나르도 구의 가에타노 피케라 가 (via Gaetano Fichera)에 위치해 있다. 역명은 역이 위치한 산 레오나르도 구에서 이름을 따왔다.
지하에 위치한 역이며, 시내 요금 구간 내에 포함되어 있다.

## 시설
이 역에는 다음과 같은 시설이 있다.
- 에스컬레이터
- 승차권 자동 판매기
- 역 감시카메라
- 333대 규모의 파크 앤드 라이드 시설[1]